# Fäbodgränsen
Fäbodgränsen är en kulturell gräns som i stort sett följer den biologiska norrlandsgränsen genom Dalsland, Värmland, Västmanland, och Norduppland. Den var gräns för ett nordligt område där man under sommaren vallade husdjuren så långt från gården att de inte togs hem på kvällarna, utan de mjölkades i särskilda fäbodar i skogen. Skogsbete som sådant har däremot bedrivits i hela Sverige. Det blev på så sätt en gräns mellan syd- och nordsvenskt bondehushåll. Man skiljer mellan halvfäbodar, helfäbodar och långfäbodar, den senare typen förekommer inte i de sydligare delarna av fäbodområdet. Fäbodväsendet hade tidigare en betydligt mer sydlig utbredning, och fäbodgränsen som vi ser den idag visar läget vid slutet av 1800-talet.

## Jästa och ojästa bröd
Det lokala klimatet gjorde att man inte odlade vete eller råg norr om gränsen, utan i stället korn och havre. Korn och havre innehåller en annan sorts protein än vete, och binder inte luft och vatten lika bra och därför inte jäser. Bröden som bakades norr om fäbodgränsen var ojästa bröd av havre- och kornmjöl (tunnbröd). I söder däremot bakades jästa mjuka vetebröd (med en del rågmjöl), som limpor och kavring, men även hårt rågbröd för lagring, föregångaren till dagens knäckebröd.

## Stolpbodar
Fäbodgränsen sammanfaller också nästan helt med gränsen för stolpbodarnas utbredning.

## Kärror och vagnar
Norr om fäbodgränsen användes mest kärror (enaxlade), för vägarna var så dåliga att vagnar (tvåaxlade) hade svårt att köra på dem. Söder om fädbodgränsen dominerade vagnen.

## Kojgränsen
Fäbodgränsen är också en sydgräns för de kojor som kolare och skogsarbetarna bodde i när de arbetade i skogarna.

## Gränslinje
Gränsen går genom Dalsland, genom Värmland, över södra Dalarna, in i Hälsingland till Sundsvall och är också en ungefärlig nordgräns för ekens utbredning.
Jämför även "norrlandsterräng", den kuperade landskapstypen i Svealands och Norrlands skogstrakter öster och söder om de svenska fjällen.